# Lepidophyma lowei
Lepidophyma lowei (тропічна нічна ящірка Лове) — вид сцинкоподібних ящірок родини нічних ящірок (Xantusiidae). Ендемік Мексики.

## Поширення і екологія
Тропічні нічні ящірки Лове відомі з типової місцевості, розташованої в околицях міста Сан-Бартоломе-Зогочо на півночі штату Оахака, на висоті 2200 м над рівнем моря. Вони живуть в сосново-дубових лісах, де трапляються в тріщинах серед скель.